# Pierre de Boisboissel
Pour les articles homonymes, voir Boisboissel.
Pierre de Boisboissel né vers 1320 à Saint-Brieuc et mort le 26 septembre 1364 à la bataille d'Auray est un noble breton.
Chevalier banneret, seigneur de Boisboissel, prévôt féodé de l'évêque de Saint-Brieuc, il est une personnalité de la première partie de la guerre de Cent Ans et de celle de la Succession de Bretagne.

## Biographie

### Origine familiale
L'origine de son nom vient du bois de Boissel situé dans la partie nord de la ville de Saint-Brieuc. Ce nom était celui de la seigneurie du fief Boisboissel, qui s'étendait du bois Boissel dans sa totalité jusqu'au cœur de la ville qu'elle coupait en deux. Elle englobait les paroisses de Saint Michel de Saint Brieuc, de Plérin, de Trégueux, de Ploufragan, ainsi qu'en la possession de temps immémorial de prééminences en l'église paroissiale de Trégomeur.
La famille de Boisboissel avait à l'origine une charge de prévôté d'où elle tira son nom originel : Le Prévost. Ce nom primitif fut par la suite remplacé par celui de la seigneurie qu'elle possédait. De Le Prévost, on passa à Le Prévost, seigneur du Boisboissel, et enfin à du ou de Boisboissel au début XIVe siècle. Les Boisboissel étaient quant à eux fortement liés aux Penthièvre (et féodés), se rangeant du côté Blois. L'évêque Yves de Boisboissel (1280-1348) avait été accompagné jusqu'à Rome par Guy de Penthièvre, frère du duc de Bretagne Jean III et père de Jeanne de Penthièvre, pour porter la cause de canonisation de saint Yves.
Pierre de Boisboissel est le fils de Chenin II de Boisboissel. Il voit le jour à Saint-Brieuc, probablement dans le manoir paternel. Il a un frère religieux, Chenin III de Boisboissel, et une sœur qui épousa N. de Mutelien du Rouvre, héritier de la seigneurie de Boisboissel à la mort de Pierre.

### Carrière

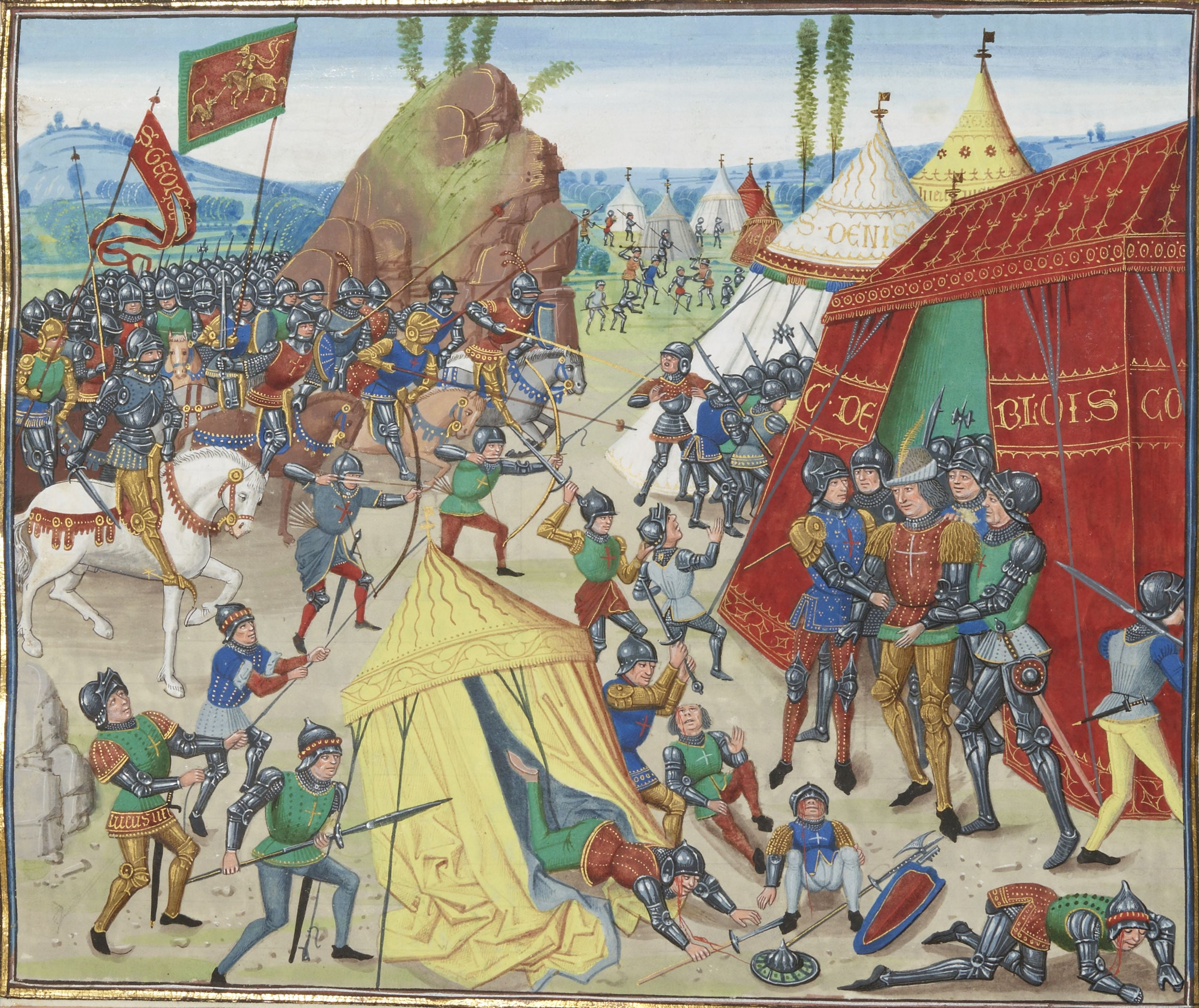
Charles de Blois, duc de Bretagne, est fait prisonnier pendant la bataille de la Roche-Derrien (1347). Miniature des Chroniques de Froissart, Paris, BnF.

Pierre de Boisboissel est le plus illustre représentant de la famille. Il a laissé la trace d'un haut et puissant seigneur, mort au combat pour la cause du bienheureux Charles de Blois, après avoir légué des reliques de la Vraie Croix, du Saint Sang et de la Sainte Couronne à l'évêché de Saint-Brieuc. 
Il participe aux côtés de son père qui y trouva la mort à la bataille de la Roche-Derrien le  20 juin 1347. Le combat aurait opposé 3 000 hommes de Charles de Blois à 2 000 Anglais et Bretons. Le parti de Charles de Blois compte 700 morts dont des représentants des plus grandes familles de l'aristocratie bretonne : Geoffroy IX de Châteaubriant, Payen IV de Malestroit, Guy X de Laval, Rohan, Guillaume Ier de Rougé, seigneur de Derval, son fils Jean Ier de Rougé, et le petit-fils Jean [II] de Rougé, Guillaume III de Rochefort, Raoul VII de Montfort, Geoffroi II Botherel de Quintin, Jean de Machecoul de Vieillevigne du ramage de Retz, Guillaume III de Rieux, Jean de Lohéac, Pierre V de Rostrenen, Boisboissel,… Charles de Blois restera prisonnier des Anglais jusqu'en 1356. Pendant cette longue lutte, dans laquelle le roi de France soutient Blois, tandis que l'Angleterre appuie son rival, on voit briller plusieurs guerriers célèbres comme Bonabes IV de Rougé, Gautier de Mauni, Jean III de Beaumanoir, Olivier V de Clisson, Bertrand Du Guesclin, Guillaume Boitel, John Chandos, et Pierre de Boisboissel.
En 1349, la peste noire atteint la Bretagne. Boisboissel y échappe et commence à se signaler par sa bravoure dans les guerres que se livrent Charles de Blois et les comtes de Montfort, Jean II et son fils Jean III, pour l'héritage du duché de Bretagne. Soutenant Charles de Blois, époux de Jeanne de Penthièvre (vers 1324-1384), prétendante à la couronne ducale, c'est en guerroyant avec son ami Bertrand du Guesclin (vers 1320-1380), compagnon d'armes de son père et d'autres seigneurs bretons et ce pendant plusieurs années dans la forêt de Paimpont et ses alentours qu'ils deviennent ceux que les Anglais vont craindre. Il était l'ami de Bertrand du Guesclin qui avait toujours avec lui une troupe de braves formant une espèce de compagnie comptant jusqu'à 52 gentils-hommes
Lorsque les deux hommes ne guerroyaient pas, Boisboissel invitait son ami en son manoir de Qui-Qu'en-Grogne qui reçut sa visite à plusieurs reprises.
Ayant été choisi pour voir Charles de Blois exilé en Angleterre, il fut désigné par lui au roi Edouard III d'Angleterre pour jouter à la célèbre passe d'armes des Dix en 1351. 
Le 30 avril 1351, une ordonnance de Jean II le Bon (1319-1364), qui règne depuis le 22 août 1350, augmente les soldes contre l'institution de revues (la montre) contrôlant les troupes. Chaque combattant doit faire partie d’une compagniesous l’ordre d’un capitaine, le 27 juin 1351, la compagnie de Jean Ier de Rohan (1324-1396) est passée en revue par le roi Jean II le Bon, dans laquelle se trouve le chevalier Pierre de Boisboissel, qui reçoit 60 livres de gages par le roi.
En 1353, va renaître un différend familial entre Pierre de Boisboissel et Henri de Plédran, capitaines briochins tous les deux pourtant du parti de Blois. Leurs ancêtres, à la suite d'injures respectifs en 1311, se provoquent en duel. Il fallut l'intervention de Charles IV le Bel pour éviter le pire. La raison en était que Guy de Montfort (mort en 1357), évêque de Saint-Brieuc, nomma Henry de Plédran capitaine de la tour et manoir et forteresse de Saint-Brieuc. Vexé par cette nomination qui allait à contre-sens des fonctions traditionnelles familiales, Pierre de Boisboissel et ses partisans se rendirent maîtres des lieux. Plédran contre-attaqua et, pendant le combat, le feu prit à la tour ainsi qu'à l'église et au manoir épiscopal, Henry de Plédran pilla les biens des chanoines et maltraita les habitants, selon l'abbé Ruffelet, et il fut excommunié. Charles de Blois, dont les deux chevaliers tenaient le parti, vint régler le différend par une injonction écrite le 7 décembre 1354,.

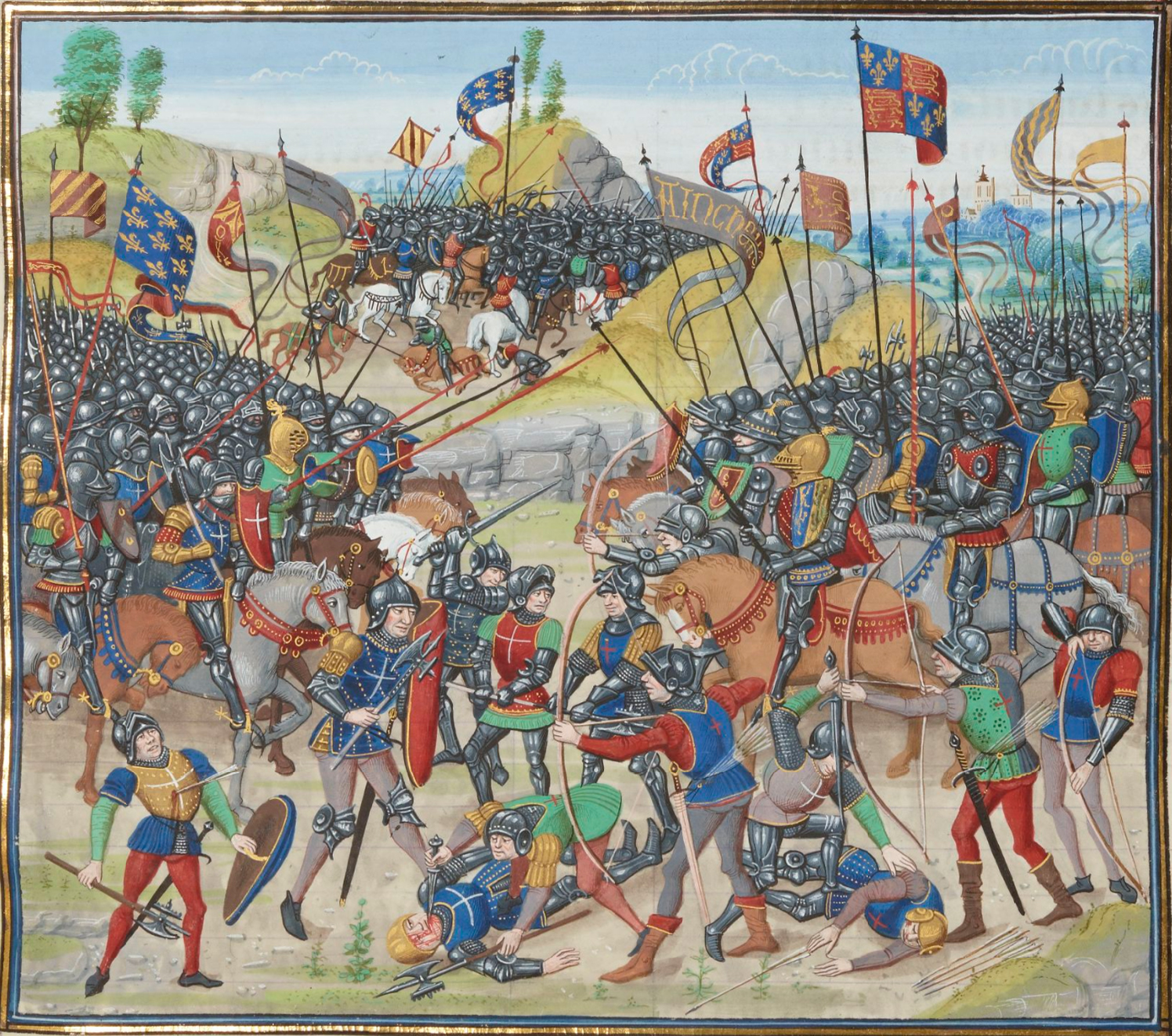
Loyset Liédet, La Bataille d'Auray. Miniature des Chroniques de Froissart, Paris, BnF.

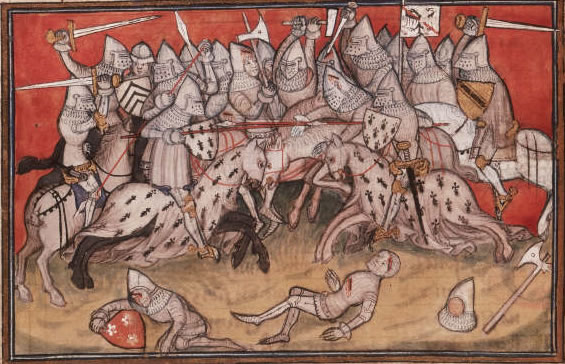
La bataille d'Auray. Miniature de la Chanson de Bertrand du Guesclin (entre 1380 et 1392), Londres, British Library.

En 1354, avec ses amis et du Guesclin à leur tête, ils reprennent le château de Grand-Fougeray aux Anglais par une ruse de guerre selon les chroniques médiévales de l'époque : alors que la garnison attend une livraison de bois, il se présente avec 30 de ses hommes devant le pont-levis déguisés en bûcherons, leurs armes cachées dans des fagots de bois portés par des paysannes — dont là encore certains de ses compagnons déguisés — fermant la marche. Une fois introduits dans la place, ils s'en emparent facilement. 
En 1357, en participant à la défense de Rennes assiégée par Henry de Grosmont, duc de Lancastre, du Guesclin ayant gagné le respect de la noblesse à la pointe de son épée, capitaine de Pontorson et du mont Saint-Michel sur recommandation de Pierre de Villiers, il vient avec ses hommes faire lever le siège de Rennes. 
En 1361, alerté par Guillaume de Craon, seigneur de Sablé, qu'une troupe anglaise dirigée par Hugues de Calveley se dirige vers Juigné-sur-Sarthe en janvier 1361, ce dernier se propose de se joindre à lui pour les attaquer. Du Guesclin se retrouve isolé et est fait prisonnier. Il retrouve sa liberté après le paiement d'une rançon de 30 000 écus.
En 1363, Pierre de Boisboissel entre au Conseil de Charles de Blois. Le roi Jean II le Bon meurt le 8 avril 1364.
Hugues de Montrelais, évêque de Saint-Brieuc de 1357 à 1375, nomme Pierre de Boisboissel, capitaine du fort de Saint-Brieuc
En avril 1364, en remportant la bataille de Cocherel contre l'armée de Charles II de Navarre, Bertrand du Guesclin et ses compagnons prennent ensuite Valognes où Guillaume Boitel, qui commande l'avant-garde, joue le rôle déterminant. Après ces victoires, ils volent de nouveau au secours de Charles de Blois en Bretagne. Mais à la bataille d'Auray en septembre 1364, malgré tous ses efforts son parti est battu : Bertrand du Guesclin est fait prisonnier par John Chandos, chef de l'armée anglaise. Sa rançon est de 100 000 livres. Le roi de France paie 40 000 livres, Guy XII de Laval répond du reste, mais son fidèle ami Pierre de Boisboissel est tué dans la bataille.

## Armoiries

### Blason
« D'hermines au chef de gueules, chargé de 3 macles d'or »
- Ornement extérieur de l'écu: les tenants du blason des Boisboissel sont un chevalier en armes et un homme au naturel, armé d'une massue.
- Cimier : surmonté d'une couronne de laurier[Notes 3].

### Devise
« Haec soli gestant insigna fortes » (« Seuls les braves portent ces armes », en breton : « Ar re gadarn hepken a zoug an ardamez-mañ »).